# Parafia Narodzenia Najświętszej Marii Panny w Chotyńcu
Parafia Narodzenia Najświętszej Marii Panny w Chotyńcu – parafia greckokatolicka w Chotyńcu, w dekanacie przemyskim archieparchii przemysko-warszawskiej. Założona w 1989.